# Četníci z Luhačovic
Četníci z Luhačovic jsou český historický kriminální seriál, natáčený a vysílaný Českou televizí. Jeho kreativním producentem byl Jan Maxa, autorem projektu a hlavním scenáristou Petr Bok, na scénářích se podílel také Tomáš Feřtek; režie se ujali Biser A. Arichtev, Peter Bebjak a Dan Wlodarczyk. Děj seriálu se odehrává v roce 1919. Ústřední dvojici mladých prvorepublikových četníků ztvárnili Robert Hájek a Martin Donutil. Premiéra prvního dílu proběhla 6. ledna 2017.

## Postavy a obsazení

### Hlavní postavy
| Pavel Zedníček | velitel Hans Gebert, strážmistr I. třídy, později strážmistr II. platové třídy a čtvrtý velitel četnické stanice v Luhačovicích (10.–12. díl) |
| Robert Hájek   | desátník/strážmistr Martin Láska, četník na zkoušku, vyrostl na vesnici                                                                       |
| Martin Donutil | desátník Zdeněk Cmíral, četník na zkoušku a syn zemského soudce                                                                               |
| Ondřej Malý    | obecní strážník Josef Hejkal, Stánin otec |
| Pavla Tomicová | hospodyně Růžena Hejkalová, Josefova manželka a Stánina matka                                                                                 |
| Dana Batulková | Hortenzie Cmíralová, Zdeňkova matka a žena zemského soudce Cmírala                                                                            |
| Igor Bareš     | okresní soudce Oldřich Janota |

### Ostatní postavy
| Robert Jašków          | strážmistr I. třídy Václav Stavinoha, první poválečný velitel četnické stanice v Luhačovicích (1.–3. díl; odvolán)                                                     |
| Karel Dobrý            | strážmistr I. třídy Radomír „Radek" Vlach, válečný veterán a příslušník italských legií, druhý velitel četnické stanice v Luhačovicích (4.–6. díl; zastřelen při akci) |
| Jiří Langmajer         | vrchní strážmistr Arnošt Sova, třetí velitel četnické stanice v Luhačovicích (7.–9. díl)                                                                               |
| Marek Holý             | strážmistr I. třídy Hynek Polívka, četnický strážmistr na výpomoc v Luhačovicích (10.–12. díl)                                                                         |
| Radan Hlubinka         | František Škapík, řidič Cmíralových |
| Tereza Vilišová        | Milena Steinová, sbormistrová a dcera lékárníka Steina, přítelkyně Radomíra Vlacha                                                                                     |
| Helena Čermáková       | paní Steinová, Milenina matka |
| Zdeněk Černín          | lékárník Stein, Milenin otec |
| Vica Kerekes           | paní Anna Imreffy Erney, rozená Vaňková, bývalá prostitutka, později nová majitelka šantánu                                                                            |
| Ivana Korolová         | Stanislava „Stáňa“ Hejkalová, dcera obecního strážníka Hejkala |
| Lukáš Vaculík          | rytmistr Jirka, zástupce zemského četnického velitele |
| Jana Paulová           | Ludmila Plívová, bývalá snoubenka Hanse Geberta |
| Jitka Smutná           | hospodyně Marie Josková |
| Radim Novák            | obecní strážník Karel (Václav) Josek, bývalý noční hlídač ve slévárně Jana Jiřího Podhajského                                                                          |
| Táňa Malíková          | Marie „Mařka“ Sýkorová, bývalá holka ze šantánu |
| Marie Ludvíková        | Magdaléna Rajská, provozovatelka šantánu |
| Vladimír Hauser        | Fridrich Krakl, přednosta stanice |
| Patrik Böhm            | Karel Krakl, syn přednosty stanice Fridricha Krakla |
| Hana Vagnerová         | Růžena Kraklová, druhá žena přednosty stanice Fridricha Krakla |
| Tomáš Drápela          | Adam „Zimnice“ Bartoš, zvěrokleštič ze Slavičína |
| Tereza Bebarová        | paní Vilma Hermína Podhajská, druhá žena Jana Jiřího Podhajského |
| Jaroslav Plesl         | Mikuláš Podhajský, syn Jana Jiřího Podhajského |
| Pavel Lagner           | major Vrábel, velitel polního soudu přezdívaný Major smrt |
| Jan Novotný            | Arnošt Váchal, statkář |
| Lívia Bielovič         | Vanda Váchalová, třetí žena Arnošta Váchala, nevlastní matka Evičky Váchalové                                                                                          |
| Amálka Gregorová       | Evička Váchalová |
| Ivo Gogál              | Laco Ďurica, Stánin strýc, válečný veterán, opilec a rváč, manžel Zlatky Ďuricové                                                                                      |
| Jana Hubinská          | Zlatka Ďuricová, Stánina teta, dělnice v tabačce, sestra Růženy Hejkalové                                                                                              |
| Radoslav Šopík         | Richard Ziegelbauer, majitel šantánu, snoubenec Elišky Weiglové |
| Anna Linhartová        | Eliška Weiglová |
| Adrian Jastraban       | Ludvík Weigel |
| Ondřej Pavelka         | Karel Kučera, bývalý strážmistr 1. třídy |
| Jan Komínek            | Vít Kučera, syn bývalého strážmistra |
| Martin Sitta           | Libor Vaněk, pytlák, veterán světové války, otec Anny Vaňkové |
| Marek Pospíchal        | Ignác Straka, bývalý zahradník barona Podhajského, veterán světové války (sloužil s Vaňkem)                                                                            |
| Gabriela Štefanová     | Karla Straková, žena Ignáce Straky |
| Petr Šimčák            | František „Franta“ Straka, syn Ignáce a Karly Strakových |
| Rozálie Krycnerová     | Anna „Anička“ Straková, dcera Ignáce a Karly Strakových |
| Michal Soltézs         | Gyulla Tepes, maďarský válečný veterán a vůdce skupiny banditů |
| Jakub Zindulka         | Petr Chudomel, statkář, manžel Libuše Chudomelové |
| Zuzana Slavíková       | Libuše Chudomelová, statkářka, manželka Petra Chudomela |
| Simona Zmrzlá          | Jarka Lichá, chalupnice, matka Antonína Lichého |
| Šimon Tintěra          | Antonín Lichý, syn Jarky Liché |
| Jiří Ployhar           | Radek Lojín, domkař |
| Sára Venclovská        | Božena Lojínová, žena domkáře Radka Lojína |
| Naďa Konvalinková      | Zita Kulíšková, přítelkyně Hortenzie Cmíralové |
| Petr Stach             | John Wohrischek, bývalý Stánin snoubenec, český emigrant, majitel továrny v USA a amatérský malíř                                                                      |
| Jana Kvantiková        | Mária Bánová, Slovenka pracující jako dělnice v luhačovické tabačce |
| Luděk Randár           | Průvodčí Hošťálek |
| Jiří Maryško           | Daniel Rouha, drážní zaměstnanec |
| Laura Kovalová         | Božidara Jablůnková, Slovenka pracující jako dělnice v luhačovické tabačce                                                                                             |
| Jaromír Nosek          | Kristián Sonnewed mladší, syn majitele pily Kristiána Sonneweda staršího                                                                                               |
| Jan Vlasák             | Kristián Sonnewed starší, majitel pily |
| Dušan Sitek            | Kebr, luhačovický zastavárník |
| Hana Holišová          | Katka, holka ze šantánu u Rajských |
| Roman Slovák           | Karel Kovanda, vedoucí ostrahy v tabačce |
| Kristýna Podzimková    | Sára Goldstückerová, dcera rabína Goldstückera |
| Jaroslav Achab Haidler | Šlomo Goldstücker, rabín |
| Miroslav Hanuš         | Svatopluk Kudyn, velitel četnické stanice Slavičín |
| Přemysl Bureš          | Otakar Lojzák, hajný |
| Miroslav Kumhala       | Hudček, bývalý vedoucí ostrahy v tabačce |
| Miloslav Mejzlík       | Bohumil Blažek, notář, snoubenec Katky ze šantánu |
| Václav Svoboda         | Dalibor Růžek, statkář |
| Václav Chalupa         | David Silberstein, židovský uprchlík z Haliče |
| Michal Dlouhý          | Alexandr „Lexa“ Kysel, padělatel obrazů a peněz |
| Ondřej Veselý          | Ladislav Kysel, padělatel peněz |
| Martin Stránský        | Ludvík Zikmund, skrytý majitel hotelu Popper |
| Štěpán Kozub           | Lukáš Mencl, mlynář |
| Martin Siničák         | Viktor Mencl, mlynář |
| Radim Jíra             | Prouza, účetní v tabačce |
| Martin Havelka         | Věnceslav Župník, ředitel polepšovny a předseda politické strany |
| Jan Mazák              | Antonín Kolerman, farář |
| Robert Šenki           | Josef Serinek, potulný cikán |
| Tomáš Dianiška         | Josef „Josífek" Lukša, obecní blázen |
| Michal Isteník         | René Zapletal, uzenář |
| Robert Šenki           | Josef Serinek, potulný cikán |
| Martin Trnavský        | Karel Šilhán, provozní hotelu Popper |
| Arnošt Goldflam        | Emil Slavíček, kunsthistorik |
| Hana Kusnjerová        | Dora Kolermanová, asistentka pěvkyně Hradské |
| Dana Morávková         | Ema Hradská, operní pěvkyně |
| Alena Mihulová         | Hana Vaníčková, lázeňská masérka provádějící nelegální potraty |
| Alexandra Gasnárková   | Libuše Škrabalová, uklízečka z lázní |
| Zdena Herfortová       | Slavíčková, žena kunsthistorika Slavíčka |
| Petr Halíček           | Stanislav Mázl |
| Zdeněk Dvořák          | Továrník Berghoff |
| Antonie Talacková      | sestra Angelika |

## Produkce
Seriál volně navázal na úspěšnou sérii Četnických humoresek. Podle kreativního producenta České televize Davida Ziegelbauera se však jedná o samostatný projekt, který s humoreskami souvisí pouze zasazením do prvorepublikového četnického prostředí, děj se však odvíjí zcela nezávisle.
Natáčení seriálu v produkci brněnského studia České televize začalo 9. září 2014 v Lesním Hlubokém u Velké Bíteše, kde vznikla policejní stanice, dějově umístěná do vesnice u Luhačovic. Výkonná producentka Darina Levová tehdy uvedla, že je natáčení plánováno do konce listopadu 2014 a v následujícím roce na období března až května. Další natáčecí lokace byly v Jimramově, Prostějově, Luhačovicích, Lomnici u Tišnova, Lednici, Hošticích a Mrákotíně. Točilo se např. i v Třebíči a okolí – Boňově, Častohosticích a v Jasenici.
V trojici režisérů bylo původně místo Arichteva oznámeno angažmá Pavla Jandourka. Každý ze tří režisérů Dan Wlodarczyk, Petr Bebjak, Pavel Jandourek se ujal natáčení vždy čtyř dílů po cca 90 minutách. Původně se také mělo jednat jen o šest dílů a natáčení mělo skončit v květnu 2015, tak aby byl seriál odvysílán v září 2015; místo toho však došlo k obměně v produkčním (změna kreativního i výkonného producenta) i tvůrčím týmu a z původně šesti dílů se seriál rozšířil na celkových dvanáct. Tehdy již natočené tři díly měly ještě během roku 2015 doplnit další čtyři a posledních pět pak na jaře 2016. Druhá natáčecí etapa začala v srpnu 2015 a nakonec bylo natáčení uzavřeno počátkem srpna 2016. Celkově se seriál točil 200 dnů na čtyřiceti místech s využitím 160 herců a téměř 1 600 kostýmů.
Název seriálu se v průběhu produkce změnil z původně ohlášených Četnických trampot na Četníky z Luhačovic.

## Seznam dílů

### První řada (2017)
| Č. v seriálu | Název            | Režie                          | Scénář                 | Premiéra        | Sledovanost (v mil. diváků) |
| ------------ | ---------------- | ------------------------------ | ---------------------- | --------------- | --------------------------- |
| 1            | Pytláci          | Dan Wlodarczyk, Biser Arichtev | Petr Bok, Tomáš Feřtek | 6. ledna 2017   | 1,843                       |
| 2            | Baron Kafr       | Peter Bebjak                   | Petr Bok               | 13. ledna 2017  | 1,701                       |
| 3            | Rodokaps         | Peter Bebjak                   | Petr Bok               | 20. ledna 2017  | 1,451                       |
| 4            | Tabačka          | Dan Wlodarczyk                 | Petr Bok               | 27. ledna 2017  | 1,462                       |
| 5            | Evička           | Biser Arichtev                 | Petr Bok               | 3. února 2017   | 1,611                       |
| 6            | Staré dluhy      | Biser Arichtev                 | Petr Bok               | 10. února 2017  | 1,595                       |
| 7            | Padělek          | Peter Bebjak                   | Petr Bok               | 17. února 2017  | 1,533                       |
| 8            | Zpěvačka         | Biser Arichtev                 | Petr Bok               | 24. února 2017  | 1,560                       |
| 9            | Dopis ze záhrobí | Biser Arichtev                 | Petr Bok               | 3. března 2017  | 1,449                       |
| 10           | Bestie           | Biser Arichtev                 | Petr Bok               | 10. března 2017 | 1,506                       |
| 11           | Udavač           | Peter Bebjak                   | Petr Bok               | 17. března 2017 | 1,491                       |
| 12           | Dražba           | Peter Bebjak                   | Petr Bok               | 24. března 2017 | 1,470                       |